# Elektromagnetisk induktion
 For alternative betydninger, se Induktion.
Elektromagnetisk induktion i en elektrisk leder (ledning eller spole) viser sig som en spænding, når et magnetfelt ændres i forhold til denne. Jo hurtigere magnetfeltet ændres, stærkere magnetfelt eller længere leder i magnetfeltet, jo større spænding induceres der i den elektriske leder. Jo mindre vinkelret lederen er på magnetfeltet jo mindre induktion.

## Historisk
Opdagelsen af elektromagnetisk induktion fulgte logisk nok opdagelsen af elektromagnetismen. Fysikeren Michael Faraday opdagede efter flere forsøg med spoler viklet om magneter, at der kun frembringes strøm i spolen ved at ændre magnetens og spolens indbyrdes fysiske placering. Denne opdagelse blev gjort i 1831 – 11 år efter Hans Christian Ørsteds opdagelse af elektromagnetismen – og førte til udviklingen af den elektriske generator, transformatoren, elektrodynamiske højttaler m.m. og specielt elektromotorer.

## Induktion teknisk

### Induktionsspænding
Bevægelse af en elektrisk leder vinkelret på magnetfeltet, inducerer en spænding over ledersegmentet, der er inde i magnetfeltet – herefter kaldet induktionsspolen (selv ved ret leder).
Den inducerede elektriske spændings størrelse i volt i induktionsspolen er en funktion af ændringen af magnetisk flux (i weber) over tid. Denne sammenhæng kaldes Faradays induktionslov.

### Induktionsstrøm
Hvis induktionsspolens to ender ledes via tilledninger til en elektrisk belastning (f.eks. en resistor), vil spændingen skubbe strøm gennem denne – og faktisk hele kredsløbet. Jo større mængde strøm der "tappes" jo større kraft kræver det at flytte induktionsspolen og/eller det som genererer magnetfeltet.
Der er en sammenhæng mellem magnetfeltets størrelse målt i tesla, strømmens styrke målt i ampere og lederens længde i magnetfeltet (induktionsspolens) og måles i meter – og kraften mellem induktionsspolen og det som genererer magnetfeltet (f.eks. en magnet). Denne sammenhæng kaldes Laplaces lov.
Reelt set er kraften mellem en elektrisk ladning i bevægelse og det som genererer magnetfeltet. Denne sammenhæng kaldes Lorentzkraften. En ladning (her "frie" elektroner) i eksemplerne med en elektrisk isoleret leder (f.eks. isoleret af luft...) ved lave spændinger, ikke kan overvinde de elektriske kræfter mellem atomkerner og elektroner i isolatoren. En kraftpåvirkning af de "frie" elektroner i lederen, vil være fastholdt af isolationen og derfor virke på lederen.

## Perspektivering
Induktionen er den ene af to fysiske elektromagnetiske effekter:
- Induktionen: Skubber man lederen gennem magnetfeltet – eller skubbes det, som genererer magnetfeltet – genereres spænding (og strøm hvis der tilsluttes en belastning). Dette benyttes i dynamoer. Bemærk at mange elmotortyper sagtens kan fungere som dynamoer.
- Lorentz-kraften: Sendes strøm igennem lederen vil der være en kraft mellem lederen og det som genererer magnetfeltet. Hvis lederen og/eller det, som genererer magnetfeltet får lov til at kunne flytte sig, vil lederen og/eller det, som genererer magnetfeltet, flytte sig. Dette benyttes i elmotorer.

## Selvinduktion
En induktionsspole uden et eksternt genereret magnetfelt, vil lagre energi proportionalt med kvadratet på strømmen, når induktionsspolens induktans (Henry) er uafhængig af strømmen.
Induktionsspolen vil selv generere sit magnetfelt om sig og det vil være proportionalt med strømmen.
Hvis strømmen bibeholdes, tilføres/fjernes ingen energi til magnetfeltet. Hvis induktionsspolen er en kortsluttet superleder vil energien være lagret (indtil superledningen ophører).
Senere kan energien tappes ved at øge modstanden i induktionsspolekredsløbet. Induktionsspolens lagrede energi viser sig ved, at den vil opretholde strømmen proportionalt med magnetfeltet – og om nødvendig øge spændingen uden grænser. Men jo mere energi der tappes fra magnetfeltet, jo mindre bliver strømmen som induktionsspolen opretholder.
Selvinduktion benyttes i SMPS til effektivt at omsætte mellem forskellige kildespændinger/strømme og belastningsspændinger/strømme.

## Transformator
En induktionsspole med et eksternt genereret vekslende magnetfelt, vil kunne tappe energi.
Det eksterne genererede vekslende magnetfelt kan f.eks. være genereret af en anden induktionsspole – og uden galvanisk/elektrisk forbindelse mellem de to induktionsspoler.
De to spoler kan være helt tæt på hinanden og i samme vindingsvinkel, så de deles om det samme vekslende magnetfelt. Induktionsgraden kan øges med en meget stor faktor ved, at de to spoler er viklet om en lukket jern eller ferritkerne. Når induktionsspolerne deles om en lukket jern eller ferritkerne behøves induktionsspolerne ikke at være tæt eller i samme vindingsvinkel, da kernen "leder" magnetfeltet langt bedre end andet umagnetisk stof – f.eks. luft, plast,...
Transformatorer benyttes i transformatorstationer og SMPS til effektivt at omsætte mellem forskellige kildespændinger/strømme og belastningsspændinger/strømme med mulighed for galvanisk adskillelse.
Svagere deling af (vekslende) magnetfelt benyttes i rfid-læsere/brikker og opladning af nogle typer af elektriske tandbørster.

## Anvendelser
Et induktionskomfur og HF-induktionsovne benytter induktion til at varme (induktionsvarme) et elektrisk ledende massivt stof op. Stoffet kan f.eks. være metaller og halvledere og de udgør faktisk kortsluttede induktionsspoler. I andre sammenhænge (transformatorer, dynamoer...) er den elektriske energi der går "tabt" (bliver omsat til varme) i kortsluttede induktionsspoler uønsket og kaldes hvirvelstrømstab (=induktionsvarme).
Hvis den kortsluttede induktionsspole er en superleder, vil den inducerede strøm som dannes være så stor og vedvarende (uden tab), at superlederens indre holdes magnetfeltsfrit – dette kaldes Meissnereffekten. Samtidig vil der være en vedvarende kraft mellem superlederen og det som genererer magnetfeltet.
Selv uden superledning kan en aluminiumsplade levitere over et vekslende magnetfelt.

## Andet
I maj 2006 fik alle landets gymnasieelever, der havde matematik på højniveau, et sæt cykellygter der fungerede efter induktionsprincippet. Dette var et led i en kampagne, der skal sikre, at flere unge vælger en ingeniøruddannelse.